# Carla Ochoa
Carla Fernanda Ochoa Peñailillo (Santiago, 21 de marzo de 1979) es una modelo y presentadora chilena. En la actualidad también es una emprendedora.

## Carrera
Comienza muy joven como modelo de programas televisivos chilenos, entre los que se cuentan Extra jóvenes, Domingo a domingo, Morandé con compañía y Mekano.
Ha modelado en diversas pasarelas, para Roberto Giordano y Rubén Campos y ha desfilado en el Hotel Conrad de Punta del Este.
En 1998, obtiene el tercer lugar en el concurso Miss Chile para Miss Universo.
En 2000, logra el tercer lugar en Reinado Internacional de las Flores, en Medellín, Colombia.
En 2007 fue coronada Reina de la Pampilla, en Coquimbo, Chile. Obtuvo casi el 50% de los votos entre 5 candidatas.  
En 2008 fue reina del primer Carnaval Internacional de Santiago.
En 2009 participa en el reality show Pelotón. Al finalizar el año, se integra al programa Buenos días a todos de TVN.
En febrero de 2010, es candidata a Reina del Festival de Viña del Mar, perdiendo el título por un voto ante Carolina Arregui.
En el verano de 2011, anima varios Festivales en provincias y posteriormente ingresa a la Radio Romance. En el año 2011 continúa con sus actividades de modelaje, animación de eventos y festivales.
Anima el programa Zona de reguetón en el canal Zona Latina.
En octubre de 2012 es elegida como concejala en Peñalolén. El 25 de enero de 2013 renunció a su cargo luego de permanecer 1 mes y 19 días como concejala.
En 2015 es conductora, junto a Giancarlo Petaccia, del programa diario "De Aquí No Sale" de UCV.

## Biografía
Carla Ochoa se hace conocida en 1995 por su temprana y mediática relación con el músico y empresario Miguel Piñera. 
En 2002, a los veintidós años, da a luz a su hija Josefa Valentina, de su relación con Karim Pichara, exmodelo e ingeniero.
En 2005, publica su autobiografía, Todas las ramas tocan el cielo.